# 马克斯·布勒斯克
马克斯·布勒斯克（德語：Max Bröske，1882年7月25日—1915年3月13日），德国男子赛艇运动员。他曾代表德国参加1912年夏季奥林匹克运动会赛艇比赛，获得男子八人单桨有舵手铜牌。